# Tchaharchanbé-Souri
Tchaharchanbé-Souri (en persan : چهارشنبه‌سوری / Čahâršanbe-Suri), appelé aussi la Fête du feu, est célébré le mardi soir à la veille du dernier mercredi de l'année par les Iraniens depuis au moins 1 700 ans avant Jésus-Christ (c'est-à-dire depuis la première période du zoroastrisme) .

## La tradition

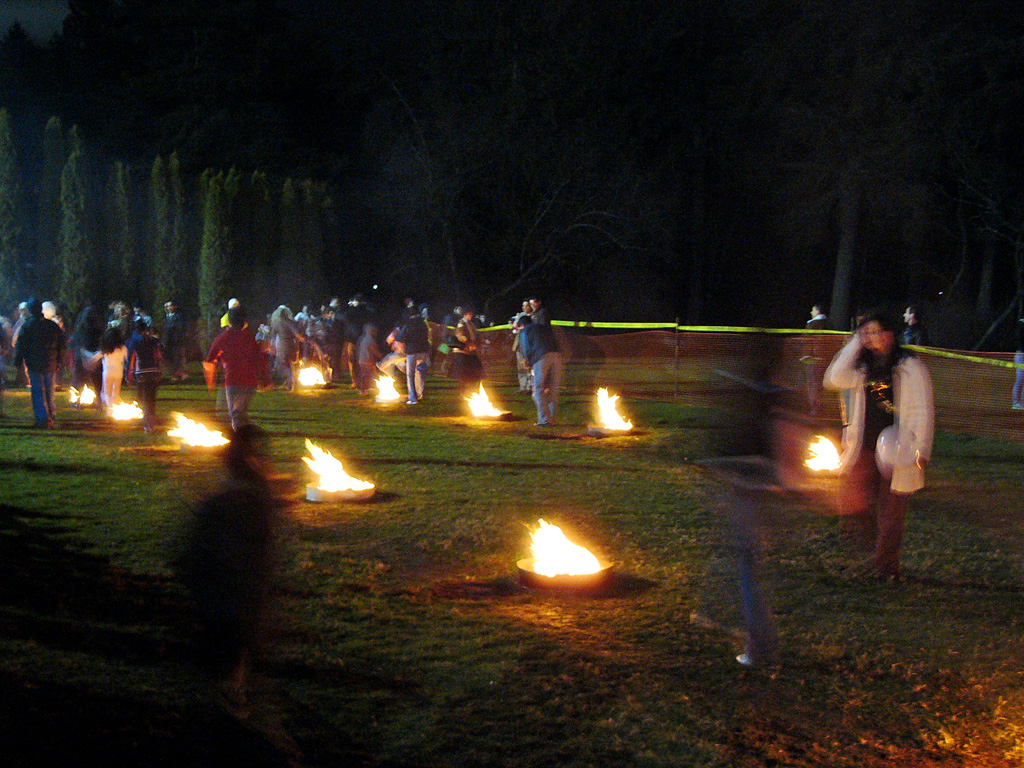
Tchaharchanbé-Souri à Vancouver en 2008.

À l’occasion de cette fête, des luminaires et décorations sont installés dans les grandes villes iraniennes, et des feux sont allumés dans les places publiques. Les luminaires et le feu symbolisent l’espérance d’un  éclaircissement, et d’un bonheur radieux pour l’année à venir. 
Concrètement, les gens réunissent des plus ou moins grands tas de bois, pour les enflammer et sauter par-dessus les flammes, en prononçant la phrase : « Zardi-yé man az to ; sorkhi-yé to az man » (en persan : زردی من از تو، سرخی تو از من) qui signifie littéralement : « ma [couleur] jaune pour toi, ta [couleur] rouge pour moi » (le rouge est la couleur du feu), c'est-à-dire, figurativement, « je te donne ma pâleur — ou ma maladie —, je prends ta force — ta santé ». 
C'est l'occasion d’un grand rassemblement populaire où les Iraniens sortent dans l’espace public (rues et parcs) et s'offrent des sucreries connues sous le nom de Adjilé Moshkel Gosha (mélange de noisettes, de noix de cajou, de noix, de pistaches, de raisins secs et de mûres blanches séchées) afin de glorifier la santé et le bonheur de l'année passée. Des pétards sont lancés dans les rues.
D'après la tradition, les esprits des ancêtres rendent visite aux vivants les derniers jours de l'année, et beaucoup d'enfants s'entourent de draps, rejouant ainsi symboliquement les visites des morts. Ils courent aussi dans les rues en tapant sur des boîtes et des casseroles et frappent aux portes pour jouer des tours aux gens. Ce rituel est appelé qashogh-zany (littéralement : tapement de cuillère) et symbolise le fait de chasser le dernier mercredi de malchance de l'année.

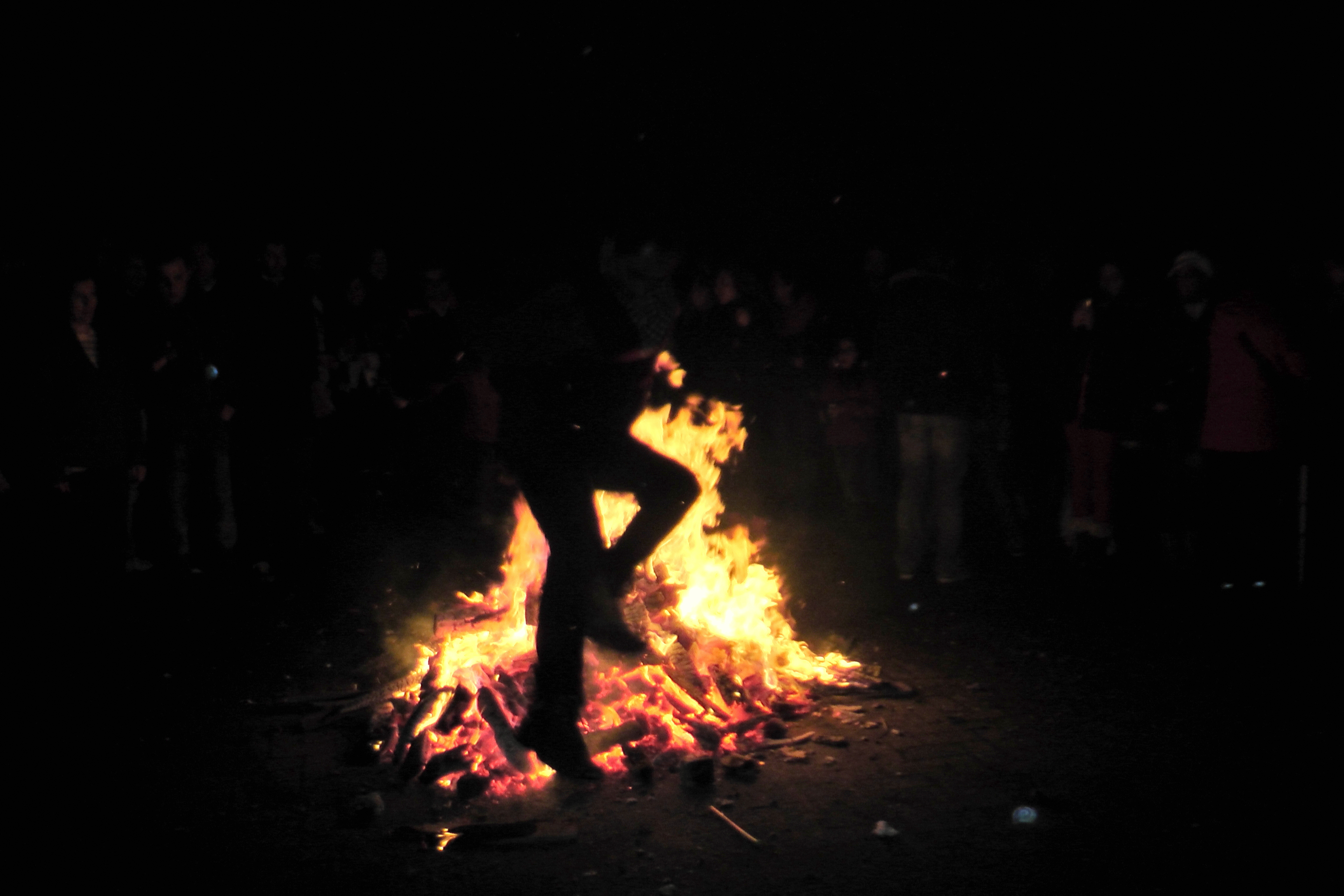
Un jeune homme célébrant Tchaharchanbé-Souri en sautant par-dessus un feu de joie.

Il y a plusieurs autres traditions cette nuit-là, dont les rituels de Kouzé Chékastan ( کوزه شکستن), pendant lequel on casse des jarres en terre qui contiennent symboliquement la mauvaise fortune de quelqu'un, Fâl-gouch (فال‌گوش) ou l'art de la divination en écoutant les conversations des passants et le rituel de Guéré-gochâyi (گره‌گشایی), faire un nœud dans un mouchoir ou un tissu et demander au premier passant de le défaire afin d'éloigner la malchance de quelqu'un.
La signification religieuse liée au zoroastrisme, attachée à Tchaharchanbé-Souri a aujourd’hui laissé place à un festival culturel partagé par plusieurs peuples iraniens au-delà des Persans, notamment les Kurdes, Azéris, Tadjiks, etc.

### Une tradition qui diffère selon la région
La tradition diffère selon la région du pays. À Téhéran, les gens jettent, depuis le toit de leur maison, une cruche qui n'a jamais été utilisée au cours de l'année. Les filles célibataires écoutent aux portes de leurs voisins. Ce que la jeune fille va entendre déterminera si elle va épouser un homme gentil très bientôt ou pas. Cette tradition est moins suivie aujourd'hui ou les filles le font pour le plaisir seulement.
À Ispahan, outre les mêmes traditions que dans la capitale, on pense aussi que si une personne connaît une situation malheureuse, elle doit faire un nœud un coin d'un mouchoir ou tout autre morceau de textile et se tenir debout sur un chemin. Il ou elle demandera de la toute première personne qui apparaît sur le chemin de defaire le nœud et faire passer la mauvaise situation et apparaître la solution.
À Chiraz, les gens croient que s'ils se baignent dans un qanat (système d'eau traditionnel) qui provient de la tombe de Sa'adi à la veille du dernier mercredi de l'année, ils ne seront pas malades l'année prochaine. Les jeunes filles vont au sanctuaire sacré de Chah-e Tcheragh pour prier pour un avenir heureux et un bon mariage. Lire Hafez le dernier mardi soir de l'année est une coutume qui ne sera pas oublié par les Shirazis. Dans cette ville toutes les occasions sont bonnes pour rendre hommage au poète persan.
Une autre tradition intéressante a lieu à Tabriz le mercredi matin. Les membres de la famille sautent dans les sources et les ruisseaux trois à sept fois pour une nouvelle année sous de bon auspice. Dans cette ville, les gens sautent par-dessus le feu le mardi soir et les filles vont écouter dans le quartier aussi. Les épouses achètent un nouveau miroir, un peigne et un balai.

### Un festival traditionnel dangereux
Chaque année, les autorités lancent des campagnes de sensibilisation sur les dangers dus aux feux d'artifice. Malgré ces dernières, au cours du festival 2016, trois personnes ont été tuées et on a compté plus de 2 500 blessés.
La campagne de publicité de 2017 a également appelé à «respecter» les 16 pompiers martyrisés qui se sont battus dans un incendie dans un gratte-ciel de Téhéran en  janvier.